# إريك أكوتو
إريك أكوتو (بالفرنسية: Éric Akoto)‏ (مواليد 20 يونيو 1980) هو لاعب كرة قدم. يلعب مع منتخب توغو لكرة القدم. سبق له أن لعب في كأس العالم لكرة القدم مع منتخب بلاده.

## روابط خارجية
- إريك أكوتو على موقع الاتحاد الدولي (مؤرشف)  (الإنجليزية)
- إريك أكوتو على موقع قاعدة بيانات كرة القدم.إي يو (الإنجليزية)
- إريك أكوتو على موقع ناشيونال فوتبول تيمز (الإنجليزية)
- إريك أكوتو على موقع Soccerbase.com (لاعب) (الإنجليزية)
- إريك أكوتو على موقع كووورة